# Ex tunc
Ex tunc (lat. „von damals an“) bezeichnet in der juristischen Fachsprache die Wirkung ab einem bestimmten früheren Zeitpunkt und bedeutet „von Anfang an“.
Wirkung ex tunc entfaltet z. B. die Anfechtung eines (anfechtbaren) Rechtsgeschäfts nach § 142 Abs. 1 BGB. Die Anfechtung hat zur Folge, dass das Rechtsgeschäft rückwirkend als nichtig gilt, mithin als niemals zustande gekommen.
Nicht rückwirkend, sondern nur in die Zukunft, wirkt der Gegenspieler ex nunc, hier entfaltet sich die Wirkung „ab jetzt, von nun an“. Rechtlicher ex-nunc-Wirkung unterliegen beispielsweise Gestaltungsrechte wie Kündigungen.
Dadurch, dass die Willenserklärung des anfechtenden Teils mit Wirkung für die Vergangenheit entfällt, fehlt es wieder an den erforderlichen übereinstimmenden zwei Willenserklärungen für eine vertragliche Einigung. Vertragliche Rückgewähransprüche, etwa aus Rücktritt nach § 346 BGB, finden keine Anwendung, da sie das Bestehen eines Vertrages voraussetzen, woran es gerade fehlt.

## Rechtsfolgen
Rechtsgeschäfte, die durch Anfechtung ex tunc als niemals zustande gekommen gelten, werden über das Bereicherungsrecht rückabgewickelt, denn es besteht dann auch kein Rechtsgrund für das Behaltendürfen der ausgetauschten Leistungen. So sind die gegenseitig empfangenen Leistungen zurückzugewähren, ebenso wie wenn ein Vertrag aus anderen Gründen von Anfang an nichtig ist, etwa weil die erforderliche Form nicht eingehalten wurde oder mindestens einer der Vertragspartner nicht geschäftsfähig war oder das Geschäft gegen die guten Sitten verstieß.
Klassische Anfechtungsgründe sind Inhalts-, Erklärungs- und Eigenschaftsirrtümer, daneben aber auch unrichtige Übermittlungen und arglistige Täuschungen. Der Ausgleich über die Leistungskondiktion des § 812 Abs. 1 S. 1 Alt. 1 BGB erfordert eine rechtsgrundlose Vermögensverschiebung. Eine solche liegt vor, weil im Nichtbestehen des Vertrages gemeinhin Rechtsgrundlosigkeit im Sinne der Norm gesehen wird.
Teils wird aber auch vertreten, dass die Rückabwicklung mit ex-nunc-Wirkung vorgenommen werden könne, weil der Vertrag bis dahin faktisch bestanden habe. Diese Auffassung wird damit begründet, dass es dem Anfechtenden grundsätzlich freistünde, ob er zugunsten einer Abwicklung mit Wirkung für die Zukunft auf eine Anfechtung verzichten wolle. Eine Rückabwicklung käme insoweit im Wege der condictio ob causam finitam des § 812 Abs. 1 S. 2 Alt. 1 in Betracht, bei der der Rechtsgrund später entfällt. Nach der Rückabwicklung im Falle einer ex tunc-Wirkung kann der Anspruch aber, anders als im Fall der ex nunc-Wirkung, durch § 814 BGB ausgeschlossen sein, wenn der Rechtsausübende wusste, dass ein Grund zur Nichtleistung (also z. B. zur Anfechtung) bestand, während er im Fall einer ex nunc-Wirkung dazu verpflichtet war und der Anspruch nicht nach § 814 ausgeschlossen wäre.

## Ausnahmen
Wird ein Arbeitsvertrag erfolgreich angefochten, so erfolgt die Nichtigkeit des Vertrages zwar rechtstechnisch ex tunc, er wird jedoch trotz Nichtigkeit für die Zeit bis zur Anfechtung als wirksam behandelt, wenn der Arbeitnehmer zuvor für den Arbeitgeber gearbeitet hat, d. h., er muss für die gearbeitete Zeit trotzdem entlohnt und versichert werden. Der Grund liegt darin, dass verrichtete Arbeit nicht zurückgewährt werden kann. Die Anfechtung einer Ehe und deren Folgen sind durch Sonderregelungen in § 1313 BGB ff. ausdrücklich abweichend geregelt.

## Gesetze
Gesetze, Verordnungen oder ähnliche Vorschriften dürfen nicht rückwirkend in Kraft treten (Prinzip der verbotenen Rückwirkung). Die Problematik der echten Rückwirkung liegt dem Bundesverfassungsgericht zufolge regelmäßig darin, dass das Vertrauen in den Bestand des geltenden Rechts für gegenwärtige Dispositionen rückwirkend enttäuscht und damit der fundamentale Wert der Rechtssicherheit verletzt wird. Verfassungswidrige Gesetze werden im Rahmen einer Normenkontrolle jedoch mit Wirkung ex tunc für nichtig erklärt (§ 78 BVerfGG).